# Madrid
Madrid (špansko: [maðɾið], lokalno: [maðɾiθ]) je glavno in največje mesto Španije. Prebivalstvo mesta šteje približno 3,3 milijona, celotna populacija metropolitanskega območja pa okoli 6,5 milijona. To je tretje največje mesto v Evropski uniji za Londonom in Berlinom, njegovo metropolitansko območje je tretje največje v Evropski uniji po Londonu in Parizu. Mesto obsega skupno 604,3 km2.
Mesto se nahaja ob reki Manzanares v središču tako države kot okrožja Madrid (ki obsega mesto Madrid, njegove urbane aglomeracije, predmestja in vasi); to okrožje meji na avtonomni pokrajini Kastilija in Leon in Kastilija – Manča. Kot glavno mesto Španije, sedež vlade in prebivališča španskega kralja, je Madrid tudi politično, gospodarsko in kulturno središče Španije.
Urbana aglomeracija Madrid ima tretji največji BDP  v Evropski uniji in njeni vplivi na politiko, izobraževanje, okolje, medije, modo, znanost, kulturo in umetnost prispevajo k njegovemu statusu kot najvidnejšega v svetu.
V Madridu je sedež Svetovne turistične organizacije (WTO), ki spada v Organizacijo Združenih narodov (ZN), SEGIB, Organizacije ibero-ameriških držav (OEI) in Nadzornega odbora javnega interesa (PIOB). Prav tako gosti pomembne mednarodne regulatorje: Stalni odbor Združenja španskih jezikovnih akademij, sedež Kraljeve španske akademije (RAE), Inštitut Cervantes in Fundacijo Nujna španščina (Fundéu BBVA). Madrid organizira sejme kot so FITUR (Feria Internacional de Turismo), ARCO (Arte Contemporaneo en España - ARCOmadrid), SIMO TCI (International Data Processing, Multimedia and Communications Show) in Cibeles Madrid Fashion Week.
Medtem ko ima Madrid moderno infrastrukturo, je ohranil videz in občutek njenih zgodovinskih sosesk in ulic. Znamenitosti so: Palacio Real, Kraljevo gledališče so leta 1850 obnovljeno Opero, Buen Retiro Park, ustanovljen leta 1631, Nacionalno knjižnico, stavbo iz 19. stoletja (ustanovljena leta 1712), ki vsebujejo nekatere zgodovinske španske arhive, mnogo nacionalnih muzejev in Zlati triangel umetnosti, ki se nahaja ob Paseo del Prado in vsebuje tri umetnostne muzeje: Muzej Prado, muzej Reina Sofía, Muzej moderne umetnosti in muzej Thyssen-Bornemisza, ki dopolnjuje pomanjkljivosti dveh drugih muzejev. Palača Cibeles s fontano je postala simbolni spomenik mesta.
Madrid je dom dveh svetovno znanih nogometnih klubov, Real Madrid in Atlético de Madrid. Madrid je tudi večkrat kandidiral za organizacijo poletnih olimpijskih iger, ki so bile zavrnjene.

## Zgodovina

### Toponim
Obstaja več teorij o izvoru imena Madrid. Po legendi je Madrid ustanovil Ocno Bianor (sin kralja Tyrrhenius, Toskane in Mantova) in je bil imenovan Metragirta ali Mantua Carpetana Drugi trdijo, da je bilo prvotno ime mesta Ursaria ('dežela medvedov' v latinščini), zaradi številnih medvedov, ki naj bi jih našli v bližnjih gozdovih, ki skupaj z jagodnim drevesom (špansko: madroño) predstavlja simbol mesta od srednjega veka.
Najstarejše zabeleženo ime mesta Magerit prihaja iz imena trdnjave zgrajene ob reki Manzanares v 9. stoletju. Če je oblika pravilna, bi bilo keltsko ime mesta od ritu- 'plitvina'  in prvi element, ki ni jasno opredeljen *mageto izpeljava od magos - 'polje, planjava' ali matu - 'medved', ki bi lahko pojasnili latinski prevod Ursalia.
Kakorkoli, sedaj pogosto verjamejo, da izvor sedanjega imena mesta izhaja iz 2. stoletja pred našim štetjem. Rimski imperij je ustanovil naselje na bregovih reke Manzanares. Ime te vasi je bilo Matrice (sklicevanje na reko). Po vdoru germanskih Suevov in Vandalov, kot tudi Sarmatic Alanov v 5. stoletju našega štetja, Rimski imperij ni bil nič več vojaško navzoč. Vandali so v zameno za odstranitev Vizigotov nato vladali Hispaniji v imenu rimskega cesarja in kmalu prevzeli nadzor nad Matrice. V 8. stoletju, po islamski osvojitvi Iberskega polotoka, se je ime spremenilo v Mayrit, iz arabskega izraza ميرا Mayra (sklicevanje na vodo kot 'drevo' ali 'dati življenje') in ibero-rimsko pripono it, kar pomeni 'kraj'. Sodobni Madrid se je razvil iz Mozarabskega Matrit.

### Srednji vek
Čeprav je bila na mestu današnjega Madrida znana poselitev že v prazgodovini in so tam arheološke ostaline naselja Carpetani, rimske vile, Vizigotska bazilika v bližini cerkve Santa María de la Almudena in tri Vizigotske nekropole v bližini Casa de Campo, Tetuán in Vicálvaro, so prvi zgodovinski dokumenti o obstoju stalnega naselja datirani iz muslimanskega obdobja. V drugi polovici 9. stoletja je Emir Mohamed I. Krdovski dal zgraditi utrdbe na rtu v bližini reke Manzanares, kot eno od mnogih trdnjav zgrajenih na meji med Al-Andaluz in kraljestvom Leon in Kastilija, s ciljem varovanja Toleda pred krščanskimi vdori in tudi kot izhodišče za muslimanske ofenzive. Po razpadu Kordovskega kalifata, je bil Madrid vključen v taifa Toledo.
S predajo Toleda Alfonzu VI. Kastiljskemu so leta 1085 mesto osvojili kristjani in ga vključili v kraljestvo Kastilija kot lastnino krone. Kristjani so nadomestili muslimane v centru mesta, medtem ko so muslimani in Judje naselili predmestje. Mesto je bilo uspešno in je dobilo naziv Villa, katerega upravno okrožje se je razširilo iz Jarama na vzhodu do reke Guadarrame na zahodu. Vlada mestu je bila zaupana sosednjemu Madridu od leta 1346, ko je kralj Alfonz XI. Kastiljski uvedel polk, za katerega je samo lokalna oligarhija sprejemala odločitve. Od leta 1188 je Madrid dobil mestne pravice in sodišče v Kastiliji. Leta 1202 je kralj Alfonz VIII. Kastiljski podelil Madridu svojo prvo listino za ustanovitev občinskega sveta, ki ga je leta 1222 potrdil tudi Ferdinand III. Kastiljski.
Prvič se je dvor Kastilije preselil v Madridu leta 1309 pod vladavino Ferdinanda IV. Kastiljskega in kasneje v letih 1329, 1339, 1391, 1393, 1419 in dvakrat leta 1435. Po združitvi kraljestev Španije pod skupno krono, je bil dvor v Madridu pogosteje.

### Moderna doba
Med uporom Comuneros, pod vodstvom Juan de Padilla (španskega rimokatoliščega misionarja), se je Madrid pridružil uporu proti cesarju Karlu V., toda po porazu v bitki pri Villalarju (1521), so Madrid oblegali, nakar so ga kraljeve sile zasedle. Toda Karel je bil radodaren do mesta in mu dal naslove Coronada (kronan) in Imperial. Ko je bil Franc I. Francoski ujet v bitki pri Pavii (1525), je bil zaprt v Madridu. In v kraju je bila dogovorjena Madridska pogodba iz leta 1526 (kasneje odpovedana s strani Francozov), da bi rešil svoj položaj.
V juniju 1561, ko je imel mesto 30.000 prebivalcev, je Filip II. Španski preselil dvor iz Valladolida v Madrid in ga namestil v starem gradu. Zahvaljujoč temu, je mesto Madrid postalo politično središče monarhije in prestolnica Španije, razen kratko obdobje med letoma 1601-1606 (Filip III. Španski), v katerem je bil dvor spet v Valladolidu.
V času vladavine Filipa III. in Filipa IV. Španskega, je Madrid doživel obdobje izjemnega kulturnega razvoja, s prisotnostjo genijev kot so bili Miguel de Cervantes, Diego Velázquez, Francisco de Quevedo in Lope de Vega.
Smrt Karla II. Španskega je povzročila vojno za špansko nasledstvo. Mesto je podprlo Filipa Anjou kot Filipa V. Čeprav je mesto leta 1706 zasedla portugalska vojska, se je leta 1710 nadvojvoda Karel Avstrijski z imenom Karel III. ponovno razglasil za kralja, je ostal zvest do Filipa V.
Filip V. je zgradil novo kraljevo palačo, kraljevo tovarno tapiserij in glavne kraljeve akademije. Vendar pa je bil najbolj pomemben Bourbon, kralj Karel III. Španski, ki je bil znan kot "najboljši župan Madrida". Karel III. je preoblikoval Madrid v glavno mesto vredno te kategorije. Ukazal je zgraditi kanalizacijo, javno razsvetljavo, pokopališča zunaj mesta in številne spomenike (Puerta de Alcala, Plaza de Cibeles s palačo in vodnjakom) in kulturne institucije (muzej Prado, Kraljeve botanične vrtove, Kraljevi Observatorij, ipd). Kljub temu da je znan kot eden največjih dobrotnikov Madrida, njegovi začetki niso bili povsem mirni, saj je moral leta 1766 premagati nemire Esquilache, tradicionalističen upor plemstva in duhovščine proti njegovim reformnim nameram, ki so zahtevali razveljavitev odloka, ki je odrejal drugačna oblačila in prepoved uporabe kape, ki je skrivala obraz, s ciljem zmanjšanja kriminala v mestu.
Vladanje Karla IV. Španskega ni bilo zelo pomembno za Madrid, razen prisotnosti Goye na dvoru, ki je upodobil ljudsko in dvorno življenje mesta.

### Od 19. stoletja do danes
Dne 27. oktober 1807 sta Karel IV. in Napoleon I. podpisala pogodbo v Fontainebleau, kar je omogočilo prehod francoskih vojakov prek španskega ozemlja, da bi se pridružili španskim vojakom in napadli Portugalsko, ki je zavrnila spoštovati dogovor o mednarodni blokadi Anglije. Ko se je to dogajalo, se je začela vstaja imenovana  Motín de Aranjuez (17. marec 1808), s katero je prestolonaslednik Ferdinand VII. Španski nadomestil očeta kot kralj. Vendar, ko se je Ferdinand VII. vrnil v Madrid, je mesto že zasedel Joachim Murat , tako da sta bila tako kralj in njegov oče skoraj ujetnika francoske vojske. Napoleon je izkoristil šibkost španskih Bourbonov in ju prisili, da sta se mu pridružila v Bayonne, kamor je Ferdinand prispel 20. aprila.
V odsotnosti dveh kraljev je situacija v prestolnici postala bolj in bolj napeta. 2. maja se je množica začela zbirati pri kraljevi palači. Množica je videla francoske vojake potegniti kraljeve družinske člane iz palače. Množica je začela napad, boj je trajal ure in se širil po vsem Madridu. Kasnejša represija je bila brutalna. V Paseo del Prado in na področjih La Moncloa je bilo na Muratov ukaz ustreljeno sto domoljubov. Goyeve slike Tretjega maja 1808 odražajo represijo, ki je končala ljudsko vstajo.
Španska vojna za neodvisnost proti Napoleonu je, kljub zadnjim absolutističnim zahtevkom v času vladavine Ferdinanda VII., rodila novo državo z liberalno meščanskim značajem, ki je bil odprt za vplive, ki so prihajali od drugod iz Evrope. Madrid, prestolnica Španije, je doživela spremembe kot nobeno drugo mesto, z odprtjem gledališč, kavarn in časopisov. Madrid je bil pogosto prostor revolucionarnih izbruhov in izjav, kot Vicálvaro 1854, pod vodstvom generala Leopolda O'Donnella in začetkom bieniuma. V začetku 20. stoletja je Madrid videti bolj kot majhno in ne kot moderno mesto. V prvi tretjini 20. stoletja se je prebivalstvo skoraj podvojilo in doseglo več kot 950.000 prebivalcev. Nova predmestja, kot so Las Ventas, Tetuán in El Carmen so postala domovi delavcev, medtem ko je Ensanche postala soseska srednjega razreda.
Španska ustava iz 1931 je prvič uzakonila glavno mesto in to izrecno v Madridu.
Madrid je bil eden izmed najbolj močno prizadetih mest v Španski državljanski vojni (1936-1939). Mesto je bilo trdnjava republikancev od julija 1936. Njegova zahodna predmestja so bila prizorišče za vse bitke v novembru 1936 in je bilo prvo evropsko mesto, ki so ga bombardirala letala, in so bila posebej usmerjene na civiliste v zgodovini vojskovanja.
V času gospodarskega razcveta v Španiji med letoma 1959 - 1973 je mesto doživela izjemen razvoj v smislu prebivalstva in premoženja in je postalo najbogatejše mesto po BDP v Španiji. Okrožje se je širilo na okoliški svet, da bi doseglo 607 km2. Južno od Madrida je nastala industrija. Novozgrajena severna in zahodna okrožja Madrida so postala dom novega uspešnega srednjega razreda, ki se je pojavil kot posledica španskega gospodarskega razcveta v 1960-tih, medtem ko je jugovzhodna periferija postala obsežno delavsko naselje, ki je bilo osnova za aktivno kulturno in politično reformo.
Po smrti Franca in nastopom demokratičnega režima, je ustava leta 1978 potrdila Madrid kot prestolnico Španije. Leta 1979 so bile prve občinske volitve in prvega demokratično izvoljenega župana. Madrid je bil prizorišče nekaterih najpomembnejših dogodkov v času, kot so bile množične demonstracije podpore za demokracijo po spodletelim udaru, 23- F, dne 23. februarja 1981. S povečanjem blaginje v letih 1980 in 1990, je glavno mesto Španije utrdilo svoj položaj kot pomembno gospodarsko, kulturno, industrijsko, izobraževalno in tehnološko središče na evropski celini.

## Mestna uprava
Mestni svet je sestavljen iz 57 članov, med katerimi je tudi župan, ki je trenutno Ana Botella. Župan predseduje Svetu.
Plenarno zasedanje Sveta je telo politične zastopanosti državljanov v občinski upravi. Nekatere njene naloge so: fiskalne zadeve, volitve in odpoklic župana, odobritev in sprememba uredb in pravilnikov, odobritev proračunov, sporazumi, povezani z omejitvami in spremembo občinskega mandata, upravljanje storitev, sodelovanje v supramunicipalnimi organizacijami, itd. Danes je županska ekipa sestavljena iz župana, podžupana in 8 delegatov, vsi skupaj tvorijo odbor delegatov (občinski izvršilni odbor).

## Geografija
Madrid leži na južnem delu Osrednje Mezete, 60 km južno od gorskega območja Guadarrama, v širšem porečju reke Tagus, in ga prečkata reki Jarama in Manzanares. V samem mestu je precejšnja razlika v nadmorski višini in sicer od 700 m okoli Plaza de Castilla na severu mesta do 570 m okoli čistilne naprave za odpadne vode La China na obrežju Manzanaresa, blizu sotočja s Fuente Castellana na jugu mesta. Monte de El Pardo (zavarovano gozdnato območje, ki pokriva več kot četrtino občine) doseže najvišjo nadmorsko višino (843 m) na obrobju pobočij okoli rezervoarja El Pardo, ki se nahaja na severozahodu na koncu občine v okrožju Fuencarral-El Pardo.
Najstarejše mestno jedro se nahaja na gričih ob levem bregu reke Manzanares. Mesto je raslo proti vzhodu, doseglo je potok Fuente Castellana (zdaj Paseo de la Castellana) in še vzhodneje do potoka Abroñigal (zdaj M-30). Mesto je zraslo tudi s priključitvijo sosednjih urbanih naselij, vključno s tistimi na jugozahodu na desnem bregu Manzanaresa.

### Podnebje
Madrid z okolico ima sredozemsko podnebje (Köppen Csa) (Köppen Csa) s celinskimi značilnostmi, z mrzlimi zimami zaradi svoje nadmorske višine 667 m, lahko z malo snega in najnižjimi temperaturami pogosto pod lediščem. Poletja so vroča, s povprečnimi temperaturami julija v razponu 32 - 33 °C, odvisno od lokacije. Poletne temperature v času vročinskih valov mestnih občasno sežejo čez 35 °C. Zaradi višine in suhega podnebja, so dnevne temperature pogosto pomemben poleti. Najvišja zabeležena temperatura je bila 10. avgusta 2012 in to 40,6 °C, najnižja zabeležena temperatura je bila 16. januarja 1945 -10,1 °C. Padavine so skoncentrirane v jeseni in spomladi. Te so še posebej redke poleti in sicer v obliki približno dveh ploh in / ali neviht na mesec.

### Oskrba z vodo
V 17. stoletju so za oskrbo mesta z vodo uporabljali tako imenovane viajes de agua (nekakšne vodne kanale ali kanate). Nekatere najpomembnejše so bile Viaje de Amaniel  (1610–1621, ki ga je zgradila krona), Viaje de Fuente Castellana (1613–1620) in Abroñigal Alto / Abroñigal Bajo (1617–1630), ki ga je zgradil mestni svet. Bili so glavna infrastruktura za oskrbo z vodo do prihoda Canala de Isabel II. sredi 19. stoletja.
Madrid skoraj 73,5 odstotkov oskrbe z vodo pridobi iz jezov in rezervoarjev, zgrajenih na reki Lozoya, kot je jez El Atazar. S to oskrbo z vodo upravlja Canal de Isabel II., javno podjetje, ustanovljeno leta 1851, odgovorna je za oskrbo, odstranjevanje odpadne vode in ohranjanje vseh naravnih vodnih virov v regiji Madrid.

## Demografija
Prebivalstvo Madrida se je na splošno povečalo po tem, ko je mesto postalo glavno mesto države v sredini 16. stoletja in ustalilo na okoli 3 milijone od leta 1970.
Od okoli leta 1970 do sredine leta 1990, je število prebivalcev v mestu padlo. Ta pojav, ki je prizadela tudi druga evropska mesta, je povzročila deloma rast satelitskih predmestij na račun centra. Drug razlog bi lahko bila upočasnitev rasti evropskega gospodarstva.
Demografski boom se je pospešil v poznih 1990-ih in v začetku prvega desetletja 21. stoletja zaradi priseljevanja, v odgovor na porast španske gospodarske rasti. Po podatkih popisa, se je prebivalstvo med letoma 2001 in 2005 povečalo za 271.856. Kot glavno mesto Španije, je mesto pritegnilo veliko priseljencev iz celega sveta. Okoli 83,8% prebivalcev so Španci, medtem ko ljudje iz drugih izvorov, vključno s priseljenci iz Latinske Amerike, Evrope, Azije, Severne Afrike in Zahodno Afriko, predstavljajo 16,2% prebivalstva v letu 2007.
Deset največjih priseljenskih skupin so: ekvadorska 104.184, romunska 52.875, bolivijska 44.044, kolumbijska 35.971, perujska 35.083, kitajska 34.666, maroška 32.498, dominikanska 19.602, brazilska 14.583 in paragvajska 14.308. Obstajajo tudi pomembne združbe Filipincev, Ekvatorialne Gvineje, Bolgarov, Indijcev, Italijanov, Argentincev, Senegalcev in Poljakov.
Študija, ki jo je izdelal Unión de Comunidades islámicas de España je pokazala, da je bilo okoli 250.000 prebivalcev muslimanskega porekla, ki živijo v skupnosti Madrid od leta 2012 (manj kot 4% celotnega prebivalstva v Madridu). Velika večina je bila sestavljena iz priseljencev in potomcev s poreklom iz Maroka in drugih afriških držav. Več kot 130.000 (52%) jih je imelo špansko državljanstvo. Okrožja, ki gostijo največje število priseljencev so Userâ (28,37%), Centro (26,87%), Carabanchel (22,72%) in Tetuán (21,54%). Okrožja, ki gostijo najmanjše število so Fuencarral-El Pardo (9,27%), Retiro (9,64%) in Chamartín (11,74%).

## Provinca
Madrid je administrativno razdeljen v 21 okrajev, ti pa na 128 manjših enot barrios.
| 1 2 3 4 5 6 7 8 9 10 11 12 13 14 15 16 17 18 19 20 21 |
| Madridski okraji. Številke z imeni so na levi.        |

1. Centro: Palacio, Embajadores, Cortes, Justicia, Universidad, Sol.
2. Arganzuela: Imperial, Acacias, La Chopera, Legazpi, Delicias, Palos de Moguer, Atocha.
3. Retiro: Pacífico, Adelfas, Estrella, Ibiza, Jerónimos, Niño Jesús.
4. Salamanca: Recoletos, Goya, Parque de las Avenidas, Fuente del Berro, Guindalera, Lista, Castellana.
5. Chamartín: El Viso, Prosperidad, Ciudad Jardín, Hispanoamérica, Nueva España, Castilla.
6. Tetuán: Bellas Vistas, Cuatro Caminos, Castillejos, Almenara, Valdeacederas, Berruguete.
7. Chamberí: Gaztambide, Arapiles, Trafalgar, Almagro, Vallehermoso, Ríos Rosas.
8. Fuencarral-El Pardo: El Pardo, Fuentelarreina, Peñagrande, Barrio del Pilar, La Paz, Valverde, Mirasierra, El Goloso.
9. Moncloa-Aravaca: Casa de Campo, Argüelles, Ciudad Universitaria, Valdezarza, Valdemarín, El Plantío, Aravaca
10. Latina: Los Cármenes, Puerta del Ángel, Lucero, Aluche, Las Águilas, Campamento, Cuatro Vientos
11. Carabanchel: Comillas, Opañel, San Isidro, Vista Alegre, Puerta Bonita, Buenavista, Abrantes.
12. Usera: Orcasitas, Orcasur, San Fermín, Almendrales, Moscardó, Zofío, Pradolongo.
13. Puente de Vallecas: Entrevías, San Diego, Palomeras Bajas, Palomeras Sureste, Portazgo, Numancia.
14. Moratalaz: Pavones, Horcajo, Marroquina, Media Legua, Fontarrón, Vinateros.
15. Ciudad Lineal: Ventas, Pueblo Nuevo, Quintana, La Concepción, San Pascual, San Juan Bautista, Colina, Atalaya, Costillares.
16. Hortaleza: Palomas, Valdefuentes, Canillas, Pinar del Rey, Apóstol Santiago, Piovera.
17. Villaverde: San Andrés, San Cristóbal, Butarque, Los Rosales, Los Ángeles.
18. Villa de Vallecas: Casco Histórico de Vallecas, Santa Eugenia.
19. Vicálvaro: Casco Histórico de Vicálvaro, Ambroz.
20. San Blas: Simancas, Hellín, Amposta, Arcos, Rosas, Rejas, Canillejas, Salvador.
21. Barajas: Alameda de Osuna, Aeropuerto, Casco Histórico de Barajas, Timón, Corralejos.

## Metropolitansko območje
Metropolitansko območje Madrid obsega mesto Madrid in štirideset okoliških občin. Ima populacijo nekoliko več kot 6.271.000 ljudi in pokriva površino 46.097 kvadratnih kilometrov. To je največje metropolitansko območje v Španiji in tretje največje v Evropski uniji.
Kot pri mnogih metropolah podobne velikosti, je mogoče razlikovati dve različni območji urbanizacije:
- Notranje območje (primera corona): Alcorcón, Leganés, Getafe, Móstoles, Fuenlabrada, Coslada, Alcobendas, Pozuelo de Alarcón, San Fernando de Henares
- Zunanje območje (segunda corona): Villaviciosa de Odón, Parla, Pinto, Valdemoro, Rivas-Vaciamadrid, Torrejón de Ardoz, Alcalá de Henares, San Sebastián de los Reyes, Tres Cantos, Las Rozas de Madrid, Majadahonda, Boadilla del Monte največja predmestja so na jugu in vzdolž glavnih poti, ki vodijo iz mesta..

## Znamenitosti

### Arhitektura
V Madridu je ohranjene zelo malo srednjeveške arhitekture in večina je v notranjosti Almendra Central. Zgodovinski dokumenti kažejo, da je bilo mesto obzidano in je imelo grad Alcázar na istem mestu, kjer danes stoji kraljeva palača. Med redkimi ohranjenimi srednjeveškimi stavbami so mudéjar stolpi San Nicolás in cerkev San Pedro El Viejo, palača družine Luján (ki stoji na trgu Plaza de la Villa), gotska sv. Hieronima, del samostana, ki ga je zgradil kralj v 15. stoletju in škofovska kapela.
Prav tako ima Madrid veliko primerov renesančne arhitekture: hiše Cisneros (ena od stavb spremlja Plaza de la Villa), most Segovia in samostan Las Descalzas Reales, katerega asketska zunanjost ne da slutiti o čudovitih umetnostih zakladih v notranjosti.
Ko Filip II. leta 1561 preseli dvor v Madrid, se začne serija sprememb, katerih namen je bil preoblikovati mesto v prestolnico vredno svojega imena. Te spremembe so zajele Plaza Mayor, ki sta ga zasnovala Juan de Herrera (avtor El Escoriala) in Juan Gómez de Mora, in ga karakterizira simetrija in preprostost, kot tudi novi Alcazar, ki naj bi postal druga najbolj impresivna kraljeva palača v kraljestvu.
V času vladavine Habsburžanov je bilo zgrajenih mnogo zgodovinskih stavb. Material, ki je bil uporabljen je bila predvsem opeka in skromne fasade kot kontrast izpopolnjeni notranjosti. Juan Gómez de Mora je zgradil: Casa de la Villa, Kraljevi zapor, Palačo sveta in kraljevi samostan La Encarnacion. Palača Buen Retiro je bila delo Alonsa Carbonela, danes je na tem mestu Park Buen Retiro, z lepimi sobami, ki so jih okrasili najboljši umetniki v času Filipa IV. (Velázquez, Carducci, Zurbarán). Imperial College je postal pomembna institucija, ki so jo vodili jezuiti, model cerkvene kupole so posnemali po vsej Španiji, zahvaljujoč poceni materialu, ki se je uporabljal v gradbeništvu.
Pred prihodom Bourbonov v Madrid, je bil arhitekt Pedro de Ribera eden od najpomembnejših arhitektov v Madridu. Ribera je predstavil arhitekturo Churrigueresque, označena z okrasnimi ornamenti na fasadah, kot tudi oltarju. Zgodovinski muzej, Cuartel del Conde-Duque, cerkev Montserrat in most Toledo so najboljši primeri.
Prihod Bourbonov je zaznamoval novo obdobje v mestu. Požig Alcazarja je služil kot izgovor za prvega Bourbona, Filipa V. Španskega, da bi zgradil palačo na njegovih temeljih, palačo, bolj v skladu s francoskim okusom. Filippo Juvarra, arhitekt, specializiran za gradnjo kraljevih palač, je bil izbran za oblikovanje nove palače. Njegov načrt se je zgledoval pri Berniniju in je zavrnil podobo Louvrske palače v Parizu. Juvarra je umrl, preden se je začelo delo in projekt je bistveno spremenil njegov učenec Giovainni Battista Sacchetti. Filip V. je poskušal izpolniti vizijo urbanizacije Madrida kralja Filipa II., ki je vključevala tudi most čez veliko grapo, ki povezuje Kraljevi Alcazar v južnem delu mesta. Filip V. nikoli ni videl mostu, niti ne njegovi nasledniki. Zgrajen ni bil do 19. stoletja in se imenuje viadukt Segovia. Druge stavbe tega časa so še bazilika svetega Mihaela in cerkev Santa Bárbara.
Kralj Karel III. Španski je bil bolj zainteresirani za polepšanje mesta. Bil je razsvetljen monarh in si prizadeval za pretvorbo Madrida v eno od velikih evropskih prestolnic. Začel je gradnjo muzeja Prado (ki ga je zasnoval Juan de Villanueva). Stavba je bila prvotno namenjena Naravoslovnemu muzeju. Karel III. je bil odgovoren za oblikovanje Puerta de Alcalá, Kraljevega observatorija (Juan de Villanueva), Kraljevega botaničnega vrta, bazilike San Francisco el Grande (Francesco Sabatini), Casa de Correos na Puerta del Sol, Real Casa de la Aduana (Francesco Sabatini) in Splošne bolnišnice (Sabatini) (zdaj muzej Reina Sofia in Kraljevi glasbeni konservatorij). Paseo del Prado, obdan z vrtovi in okrašen s kipi so navdihnili neoklasicistični mitološki bogovi in je primer urbanističnega načrtovanja. Vojvoda Berwick je naročil Venturi Rodriguezu gradnjo palače Liria.
Španska državljanska vojna, izguba kolonij v Ameriki in nenehni udari, so preprečili mestu razvoj zanimive arhitekture (Kraljevo gledališče, Narodna knjižnica, Palača senata in kongresa). V slumih v Madridu je bila v tem času vrsta podstandardnih hiš, kar je danes poseben zgodovinski čar: primer so Corrala de Sombrerete , ki trenutno še obstajajo v okolici Lavapiés.
Od konca 19. stoletja do državljanske vojne je Madrid posodobil in zgradil nove soseske in spomenike, tako v prestolnici kot v sosednjih mestih. V sredini 19. stoletja se je začela širitev Madrida v okviru Načrta Castro v soseskah Salamanca, Arguelles Chamberi. Arturo Soria je zasnoval linearno mesto in zgradil prvih nekaj kilometrov ceste, ki nosi njegovo ime in uteleša idejo. Antonio Palacios je zgradil vrsto eklektičnih zgradb, ki jih navdihuje dunajska secesija. Nekateri reprezentativni primeri so Palača Cibeles (tudi Palacio de Comunicaciones), Círculo de Bellas Artes in Instituto Cervantes. Ricardo Velázquez Bosco je zasnoval Kristalno palačo in Palačo Velázquez v Retiro parku. Secundino Zuazo je zgradil Palačo glasbe in Casa de las Flores. Banko Španije sta oblikovala Eduardo Adaro in Severiano Sainz de la Lastra. Markiz Francisco de Cubas je začel projekt katedrale Almudena, ki naj bi bila neogotska cerkev z neoromanskim križnim hodnikom. Alberto de Palacio je zasnoval postajo Atocha. Palačo Longoria je oblikoval José Grases Riera v katalonskem Art Nouveau. Las Ventas, arena za bikoborbe, je bila zgrajena v začetku 20. stoletja, kot tržnica San Miguel (v slogu iz litega železa). Končno, železniška postaja je najstarejši primer te vrste infrastrukture po modelu Henri de Diona.
Tudi gradnja Gran Via se je začela v začetku 20. stoletja, z nalogo sprostiti staro mestno jedro. Uporabili so različne sloge skozi čas: Stavba Metropolis je zgrajena v francoskem slogu, Edificio Grassy je eklektičen, medtem ko je zgradba Telefónica v art déco z baročnimi ornamenti. Carrión (ali Capitol) je ekspresionistična zgradba, Palača tiska je še en primer art déco.
Državljanska vojna je hudo poškodovala mesto, vključno Ciudad Universitaria, ki je bil eden od najlepših arhitekturnih kompleksov časa. Pozneje so brezvestni župani uničili staro mesto in Ensanche, v mestu, ki je bilo do vojne dober primer urbanizma in arhitekture. Zgrajeni so bili številni bloki brez vrednosti, nekateri primeri fašistične arhitekture, kot sedež španskih zračnih sil (zgleduje se po El Escorialu), Nuevos Ministerios arhitekta Secundino Zuazo in nebotičniki na Plaza de España, v tistem času najvišji v Evropi.
S prihodom demokracije in španskega gospodarskega razvoja, so se pojavili nebotičniki kot so Torre Picasso, ki ga je zasnoval Minoru Yamasaki, Torres Blancas in Torre BBVA (oba Francisco Javier Sáenz de Oiza) in leta 1990 vrata Evrope, arhitekta Philip Johnson in John Burgee. Poleg tega so v 1990-tih dokončali stolnico Almudena. Auditorio Nacional de Música je delo iz leta 1988.
V 21. stoletju se Madrid sooča z novimi izzivi v svoji arhitekturi. Staro industrijsko skladišče je Center novih tehnologijah in CaixaForum Madrid (Herzog & de Meuron) je bil nekdanja elektrarna.
Pod vlado Alberta Ruiz-Gallardona so bili zgrajeni štirje najvišji nebotičniki v Španiji in skupaj tvorijo Cuatro Torres poslovno cono (CTBA). Reka Manzanares prečkajo novi mostovi, delo se je začelo na International Convention Centre (Mansilla + Tuñón), originalne okrogle stavbe, katerih delo je še vedno ohromljena zaradi krize. Caja Magica (Dominique Perrault) športni center je bil zgrajen, muzej Reina Sofía je bil razširjen s pomočjo Jeana Nouvela.
Mednarodno letališče Madrid Barajas 4, ki sta ga zasnovala Antonio Lamela in Richard Rogers (zmaga Stirling Prize 2006) in TPS Engineers (zmago IStructE Award 2006 za gospodarske strukture), je bila odprta 5. februarja 2006. Terminal 4 je eden izmed največjih terminalov na svetu s površino 760.000 kvadratnih metrov, v dveh ločenih terminalih: glavna stavba T4 (470.000 kvadratnih metrov) in satelitska stavba T4S (290.000 kvadratnih metrov), ki sta ločeni približno 2.5 km. Novi terminal je namenjen potnikom da brez stresa uživajo na njihovi poti. To je uspelo s skrbno uporabo osvetlitve, ki je na voljo s steklenimi ploščami in številnimi kupolami na strehi, ki omogočajo naravno svetlobo. Z novim dodatkom je Barajas zasnovan tako, da odpravi 70 milijonov potnikov letno.

### Mestne skulpture
Ulice Madrida so pravi muzej kiparstva na prostem. Kiparski muzej na prostem, ki se nahaja na Paseo de la Castellana, je posvečen abstraktnim umetninam, med katerimi je tudi Sirena Varada Eduarda Chillida.
Od 18. stoletja je Paseo del Prado okrašen z ikonografskim programom, s klasičnimi monumentalnimi vodnjaki: Fuente de la Alcachofa (Vodnjak artičok), Cuatro Fuentes (Štirje vodnjaki), Fuente de Neptuno (Neptunov vodnjak), Fuente de Apolo (Apolonov vodnjak) in Fuente de Cibeles (Vodnjak Cibeles), vse je zasnoval Ventura Rodríguez.
Še posebej pomembni so konjeniški kipi, ki se začnejo kronološko z dvema iz 17. stoletja: kip Filipa III. na Plaza Mayor, avtor Giambologna in kip Filipa IV. na Plaza de Oriente (nedvomno najpomembnejši kip v Madridu, po projektu Velázqueza ga je zgradil Pietro Tacca s strokovnim nasvetom Galileo Galilea).
Mnoga območja parka Buen Retiro (Parque del Retiro) so prava kiparska scenografija: med njimi sta  Fuente del Ángel Caído, Ricardo Bellver in spomenik Alfonza XII., ki ga je zasnoval José Grases Riera.
- Neptunov vodnjak  (Ventura Rodríguez)
- Vodnjak Cibelea (Ventura Rodríguez)
- Spomenik Alfonza XII. (José Grasés Riera)
- Sirena Varada  (Eduardo Chillida)
- Bronast kip Don Kihota in Sanča Panse na Plaza de España
- Spomenik Filipa IV. (Pietro Tacca)
- Fuente del Ángel Caído, (Ricardo Bellver)
- Spomenik Cervantesu na Plaza de España

### Okolje
Madrid je evropsko mesto z največjim številom dreves in zelenih površin na prebivalca in ima drugo največje število drevoredov na svetu z 248.000 enotami, presega ga le Tokio. Državljani Madrida imajo dostop do zelenega območja s 15-minutnim sprehodom. Od leta 1997 so se zelene površine povečale za 16%. Trenutno je 8,2% Madrida zelenih površin kar pomeni, da obstaja 16 m² na prebivalca, kar daleč presega priporočila Svetovne zdravstvene organizacije z 10 m² na prebivalca.
Na mestu parka Buen Retiro (Parque del Buen Retiro) je prvotno stala palača, ki jo je zgradil Filip IV. Španski in je najbolj priljubljen madridski park in največji park v središču mesta. Njegova površina je več kot 1,4 km² (350 hektarjev) in se nahaja v neposredni bližini Puerta de Alcalá in nedaleč od muzeja Prado. Park je v celoti obkrožen z današnjim mestom. Njegovo jezerce na sredini je bilo nekoč prizorišče mini bitk za zabavo, danes je bolj umirjeno z navtičnim turizmom. Zgleduje se po londonski Crystal Palace, Palacio de Cristal se nahaja na jugovzhodnem koncu parka.
V parku Buen Retiro je tudi gozd Bosque de los Ausentes v spomin na 191 žrtev napada na vlak 11. marca 2004 v Madridu.
Železniška postaja Atocha (Estación de Atocha) je prva in osrednja postaja v mestu, znotraj katere je tudi 4.000 kvadratnih metrov vrta, z več kot 500 vrstami rastlin in ribniki z želvami in zlato ribico.
Casa de Campo je ogromen mestni zabaviščni park zahodno od mesta, največji v Španiji in glavna zelena pljuča Madrida. Njegova površina je več kot 1700 hektarjev. Tukaj je sejmišče, madridski živalski vrt, zabaviščni park, Parque de Atracciones in zunanji javni bazen. Za uživanje in razgled na park in mesto vozi nad krošnjami gondola. Ena od najbolj pomembnih značilnosti Casa de Campo je vegetacija. Obstajajo dejansko trije različni ekosistemi: hrast, bor in rečni nasadi. Hrast je prevladujoča drevesna vrsta, mnogi med njimi so stari več kot 100 let in dosegajo velike višine. Borov gozd obsega veliko število dreves, ki so popolnoma prilagojene na lahka in suha tla v parku. Poleg tega se pogosto pojavijo gobe po prvih padavinah jeseni. Rečni logi ali obrežni gozdovi so sestavljeni iz različnih vrst, predvsem listavcev: topoli, vrbe in jelše. Kar zadeva favno, v tej zeleni površini živi približno 133 vrst vretenčarjev.
Kraljevi botanični vrt (Real Jardín Botánico de Madrid) je 8 hektarjev velik in se nahaja ob Plaza de Murillo, poleg muzeja Prado. Ustanovil ga je Karel III. v 18. stoletju in je bil uporabljen kot podlaga za rastlinske vrste, ki so jih zbirali po vsem svetu. Je tudi pomemben raziskovalni objekt, kjer so začeli razvijati zdravila rastlinskega izvora, danes je posvečen ohranjanju evropskega ekosistema.
Kraljeva palača (Palacio Real) je obdana s tremi zelenimi površinami. Pred palačo so vrtovi Plaza de Oriente, na severu vrtovi Sabatini in na zahodu do reke Manzanares, slavni Campo del Moro. Campo del Moro vrtovi imajo površino 20 hektarjev in je z nenavadno postavitvijo in pridihom angleške romantike, zelo slikovit. Vrtovi Sabatini imajo formalno neoklasični slog, ki ga sestavljajo tudi obrezane žive meje, simetrični geometrijski vzorci, bazeni, kipi in fontane, tudi drevesa so posadili v simetrične geometrične oblike. V Plaza de Oriente lahko razlikujemo tri glavne enote: Centralni vrt, Cabo Noval in Lepanto. Centralni vrtovi so razporejeni okoli osrednjega spomenika Filipa IV. kot mreža v baročnem slogu. Sestavljeni so iz sedmih cvetličnih gredic, vsaka je obdana z živo mejo ciprese, tise in majhne magnolije in enoletnih cvetličnih nasadov. Na obeh straneh so vrste kipov, popularno znani kot gotskih kralji in označujejo ločnico med glavnim delom Plaza in vrtovi Cabo Noval na severu in Lepanto vrtovi na jugu.
Gora El Pardo (Monte de El Pardo) je mediteranski gozd znotraj mesta Madrid. To je eden izmed najbolje ohranjenih sredozemskih gozdov v Evropi. Evropska unija je imenovala Monte de El Pardo kot prostor posebnega varstva za ptice (Ptičja direktiva). To področje, ki je bilo uporabljeno kot lovišče različne divjadi, ki so ga naseljevale že od srednjega veka, je dom 120 rastlinskih vrst in 200 vrst vretenčarjev. Zajci, rdeče jerebice, divje mačke, jelenjad in divji prašiči živijo med ileksi, plutastim hrastom, jeseni, črnimi topoli, hrasti, brinjem in drugimi. Monte del Pardo je del Krajinskega parka Visoki bazen Manzanares, ki se razprostira od pogorja Guadarrame do središča Madrida in je zaščitena s strogimi zakonskimi predpisi. Tik preden prečka mesto, reka Manzanares tvori dolino, sestavljeno iz peščenjakov in nanosov iz pogorja.
Soto de Viñuelas, znana tudi kot gora Viñuelas, je travnik in hrastov gozd severno od mesta Madrid in vzhodno od Monte de El Pardo. Je ograjena last okoli 3000 hektarjev in vključuje pomembne ekološke vrednote, krajino in umetnost. Soto de Viñuelas je del Krajinskega parka Visoki bazen Manzanares, je naravni rezervat, ki je priznan kot biosferno območje UNESCO-a, razvrščen kot območje B pravni instrument, ki omogoča rabo kmetijskih zemljišč. Soto de Viñuelas ima tudi status posebnega območja varstva ptic.
El Capricho je 14 hektarjev velik park, ki se nahaja v območju okrožja Barajas. Nastanek sega v leto 1784. Umetnost krajine v El Capricho je prikazana v treh različnih slogih: "parterre" ali francoski vrt, angleška krajina in italijanski giardino.
Madrid Río je podolgovat park, ki teče vzdolž brega reke Manzanares sredi Madrida. Območje parkov je dolgo 10 kilometrov in pokriva 649 hektarjev v šestih okrajih: Moncloa-Aravaca Centro, Arganzuela, Latina, Carabanchel in Userâ. To je veliko področje za šport, prosti čas in kulturno dogajanje. Madrid Río zagotavlja povezavo z drugimi zelenimi površinami v mestu. Glavno urejeno območje Madrid Rio je park Arganzuela, ki zajema 23 hektarjev, kjer je prostor za pešce in kolesarske poti. Kolesarska mreža Madrid Río pokriva okoli 30 km in je povezana z drugimi kolesarskih potmi. Na severu se Madrid Rio poveže z Senda Real, zelenim prstanom za kolesarje in potjo E 7 (GR 10), ki gre do gorovja Sierra de Guadarrama. Na jugu Madrid Río omogoča dostop do parka Enrique Tierno Galván in Linear parka Manzanares. Obsežna zelena cona poteka vzporedno z reko do Getafe, kot tudi kolesarske poti (42 km) in poti za pohodnike in tekače. V Salón de Pinos, 6 kilometrov dolgem drevoredu je promenada za aerobne in anaerobne vadbe, v bližini mostu Puente de Praga so igrišča za tenis.
Tematski park Faunia je Prirodoslovni muzej in živalski vrt obenem, namenjen pa zabavo in pouk za otroke. Obsega osem ekosistemov od tropskega deževnega gozda do polarnih območjih in vsebuje več kot 1500 živali, od katerih nekatere prosto pohajkujejo po parku.

## Mednarodni odnosi

### Pobratena mesta
Seznam pobratenih mest z Madridom:
| - Abu Dabi, združeni arabski emirati - Asunción, Paragvaj - Atene, Grčija - Peking, Kitajska - Berlin, Nemčija - Bogotá, Kolumbija - Bordeaux, Francija - Bruselj, Belgija - Budimpešta, Madžarska - Buenos Aires, Argentina - Caracas, Venezuela - Ciudad de Guatemala, Gvatemala - Havana, Kuba - La Paz, Bolivija | - Lima, Peru - Lizbona, Portugalska - Managua, Nikaragva - Manila, Filipini - Ciudad de Mexico, Mehika - Miami, ZDA - Montevideo, Urugvaj - Moskva, Rusija - New York, ZDA - Nouakchott, Mavretanija - Panama, Panama - Pariz, Francija - Quito, Ekvador - Praga, Češka republika | - Rabat, Maroko - Rio de Janeiro, Brazilija - Rim, Italija - San José, Kostarika - San Juan, Portoriko - San Salvador, Salvador - Santiago de Chile, Čile - Santo Domingo, Dominikanska republika - Sarajevo, Bosna in Hercegovina - Sofija, Bolgarija - Tegucigalpa, Honduras - Tirana, Albanija - Tripoli, Libija - Varšava, Poljska |